# Нірша (річка)
Нірша — річка, що протікає через місто Нова Одеса Миколаївської області. Бере свій початок в степах Новоодеського району, має протяжність близько 6,5 кілометрів. Впадає в річку Південний Буг.
Як свідчать очевидці на початку XX століття річка Нірша була судноплавною. Біля сучасного мосту через річку Нірша була пристань для суден, які перевозили сільськогосподарські товари, які зберігались на складах. Нині там розташований молитовний дім «Царства Ієгови». Нині річка Нірша є тільки не значною та мілководною притокою р. П.Буг та не є судноплавною.
На лівому березі річки у 18 столітті розташовувались військові казарми нового Одеського полку. На даний час на цьому місці знаходиться магазин будівельних матеріалів. Залишки фундаменту казарми можна роздивитись і по цей день зі сторони річки.
В літку 2007 року за того, що не було прочищено гирло річки Нірша та сильних опадів відбулось підтоплення вулиць міста Нова Одеса, які межують з річкою Нірша. Ніхто не загинув, але будинки за підтоплення були пошкоджені.

## балка Ніршина
Балка Ниршина — балка (річка) в Україні у Новоодеському районі Миколаївської області. Ліва притока річки Південного Бугу (басейн Чорного моря).

## Опис
Довжина балки приблизно 16,60 км, найкоротша відстань між витоком і гирлом —15,61,07 км, коефіцієнт звивистості річки — 1,12. Формується декількома струмками та загатами. На деяких ділянках балка пересихає.

## Розташування
Бере початок на західній околиці села Дільниче. Тече переважно на південний захід через місто Нова Одеса і впадає в річку Південний Буг.

## Цікаві факти
- У місті Нова Одеса балку перетинає автошлях Н24[2] (автомобільний шлях національного значення на території України. Проходить територією Кіровоградської та Миколаївської областей через Благовіщенське — Вознесенськ — Миколаїв).
- Балка є елементом екологічної мережі Миколаївської області, в її межах знаходиться ландшафтний заказник місцевого значення «Новоодеський»[3]